# Stammstrecke (Vienna)
La Stammstrecke (letteralmente: "linea principale") è la ferrovia suburbana della S-Bahn di Vienna e la linea ferroviaria più frequentata dell'Austria. Il collegamento ferroviario di 13 km, a scartamento normale, elettrificato e a doppio binario, ha undici stazioni e attraversa la capitale austriaca Vienna dalla stazione di Wien Floridsdorf nel nord-est alla stazione di Wien Meidling nel sud-ovest. Storicamente, la prima sezione della stazione ferroviaria di Vienna Praterstern appartiene alla ferrovia settentrionale, mentre la sezione successiva faceva già parte della linea di cintura di Vienna, che a sua volta aveva un collegamento alla ferrovia occidentale attraverso il raccordo Vienna Penzing-Vienna Meidling.

## Percorso
| Unknown route-map component "ABZg+r" |

| Station on track |

| Unknown route-map component "hKRZWae" |

| Unknown route-map component "eHST" |

| Unknown route-map component "hKRZWa" |

| Unknown route-map component "hKRZWe" |

| Unknown route-map component "THSTo" |

| Stop on track |

| Unknown route-map component "ABZgl" |

| Unknown route-map component "eABZg+r" |

| Small non-passenger station on track |

| Station on track |

| Straight track |

| 0+000 |
| 6+573 |

| Unknown route-map component "hKRZWae" |

| Unknown route-map component "eHST" |

| Unknown route-map component "tSTRa" |

| Unknown route-map component "tBHF" |

| Unknown route-map component "tSTRe" |

| Unknown route-map component "tSTRa" |

| Unknown route-map component "tHST" |

| Unknown route-map component "tABZgl" |

| Unknown route-map component "tSTRe" |

| Track change |

| Unknown route-map component "KMW" |

| 2+675 |
| 2+584 |

| Unknown route-map component "tSTRa" |

| Unknown route-map component "tHST" |

| Unknown route-map component "tHST" |

| Unknown route-map component "tSTRe" |

| Unknown route-map component "SPLag+l" |

| Unknown route-map component "vSTR" |

| 0+000 |
| 9+558 |

| Unknown route-map component "vHST-STR" |

| Unknown route-map component "vÜSTr" |

| Unknown route-map component "vBHF" |

| Unknown route-map component "vABZgr-STR" |